# Útěchovický Špičák
Útěchovický Špičák (500 m n. m.) je neovulkanický vrch v okrese Česká Lípa Libereckého kraje, ležící asi 1 km ssv. od Útěchovic, na katastrálním území Hamr na Jezeře a Břevniště pod Ralskem.

## Geomorfologické zařazení
Vrch náleží do celku Ralská pahorkatina, podcelku Zákupská pahorkatina, okrsku Podještědská pahorkatina, podokrsku Křižanská pahorkatina a Žibřidické části.

## Přístup
Automobilem se dá nejblíže dopravit do Útěchovic. Pěší přístup je po zelené turistické stezce z Hamru na Jezeře, přes Útěchovice, a vede po východním úpatí vrchu (na samotný vrchol nevede žádná výrazná cesta). Stezka dále pokračuje na sever k vrchu Stříbrník a dále do Žibřidic.